# Hobbit Day
Der Hobbit Day (übersetzt: Hobbit-Tag) ist ein inoffizieller Feiertag, welcher seit 1978 jährlich am 22. September zu Ehren der Geburtstage von Bilbo und Frodo Beutlin, zweier Charaktere aus J. R. R. Tolkiens bekannten Romanen Der Hobbit und Der Herr der Ringe, gefeiert wird.

## Geschichte
Der Hobbit Day wurde 1978 von der American Tolkien Society initiiert. Sie haben diesen Tag als Teil der Tolkien-Woche ins Leben gerufen. Somit ist der Hobbit Day der älteste Feier- bzw. Gedenktag aus diesem Fandom. Seitens offiziellen Stellen in den Vereinigten Staaten erfährt dieser Tag eine breite Akzeptanz, was ihn aus diesem Grunde auch wesentlich von dem anderen Tolkien Feiertag (Tag der Tolkien-Lektüre) unterscheidet.
Laut beiden Romanen (Der Hobbit und Der Herr der Ringe) fällt der Geburtstag beider Protagonisten und Hobbits Bilbo Beutlin und seines Neffen Frodo Beutlin auf den 22. September (Bilbo 2890 und Frodo 2968 im dritten Zeitalter von Mittelerde bzw. 1290 und 1368 nach dem Shire-Reckoning-Kalender, auch Auenland-Kalender genannt). In der Herr-der-Ringe-Trilogie sind am Anfang Vorbereitungen zu den Feierlichkeiten dieses Doppel-Geburtstages zu sehen.
Der Shire-Reckoning-Kalender und der gregorianische Kalender liegen je nach Monat bis zu zehn Tage auseinander. Demnach würde der richtige Geburtstag zwischen dem 12. und dem 14. September liegen. Deshalb gibt es in der Fangemeinde einen Streit, wann der Tag gefeiert werden soll. Einige Fans feiern aus diesem Grund den Hobbit Day am 14. September.
Der Hobbit Day fällt neben dem Doppel-Geburtstag auch auf ein weiteres Jubiläum. Das englische Original The Hobbit, or There and Back Again ist am 21. September 1937 in seiner Erstauflage erschienen und wurde einen Tag später, dem 22. September, erstmalig verkauft.

## Feierlichkeit
Es gibt keine genauen Vorgaben, wie dieser Tag zu feiern ist. Doch, wie oben bereits erwähnt wird am Anfang der Trilogie die Vorbereitung des Doppel-Geburtstages gezeigt. Diese Feierlichkeit bestand aus einer großen Party mit Essen, Feuerwerk, Tanz und viel Spaß. Einige Tolkien-Fans veranstalten an diesem Tag Partys oder Feste, die den Hobbit-Partys ähneln.
Auch üblich ist es den ganzen Tag über barfuß zu laufen und sieben Mahlzeiten einzunehmen. Einige wiederum Binge-Watchen die Herr-der-Ringe- und Hobbit-Filme oder lesen die Bücher.